# Susmita Mohanty
Susmita Mohanty (Cuttack, 1971) és una enginyera, dissenyadora de naus espacials, empresària espacial i defensora de l'acció contra el canvi climàtic índia. És coneguda per la seva recerca sobre temes relacionats amb l'espai. Va cofundar Earth2Orbit, la primera missió privada a l'espai de l'Índia, l'any 2009. És l'única emprenedora espacial al món que ha creat empreses en tres continents: a Àsia, a Europa i a l'Amèrica del Nord. És una de les poques persones que ha visitat tant l'Àrtic com l'Antàrtida.

## Trajectòria
Mohanty va néixer a Cuttack i es va criar a Ahmadabad. El seu pare, Nilamani Mohanty, havia estat científic de l'Agència Índia de Recerca Espacial (ISRO) i va influir molt en la seva decisió d'aventurar-se en la recerca espacial. Va completar una llicenciatura en enginyeria elèctrica a la Universitat de Gujarat i un màster en disseny industrial a l'Institut Nacional de Disseny d'Ahmadabad. També va obtenir un màster sobre l'espai a la Universitat Internacional de l'Espai a Estrasburg.
Va cofundar Moonfront, una firma de consultoria aeroespacial amb seu en San Francisco l'any 2001, en el qual va ser la seva incursió a l'emprenedoria espacial. També va cofundar Liquifer System Group (LSG), una empresa d'arquitectura i disseny aeroespacial a Viena, Àustria, l'any 2004. Va treballar com a membre destacada de l'Institut Americà d'Arquitectura Aeroespacial i Astronàutica durant més de deu anys mentre residia a Califòrnia. L'any 2005, va rebre el Premi a l'Assoliment Internacional per promoure la cooperació internacional.

## Reconeixements
La revista Financial Times va incloure Mohanty en la llista de 25 Indis a seguir l'any 2012 i també va aparèixer en la portada de la revista Fortune l'any 2017. Va ser nominada per al Consell del Futur Global del Fòrum Econòmic Mundial per a Tecnologies Espacials per un període de tres anys consecutius, de 2016 a 2019.
L'any 2019, Mohanty va ser inclosa en la llista de la BBC de 100 dones inspiradores i influents de tot el món.